# Qualificazioni al campionato europeo maschile di calcio 1976 - Gruppo 5

## Classifica
| Pos | Squadra     | Pti | G | V | N | P | GF | GS | DR  |
| --- | ----------- | --- | - | - | - | - | -- | -- | --- |
| 1   | Paesi Bassi | 8   | 6 | 4 | 0 | 2 | 14 | 8  | +6  |
| 2   | Polonia     | 8   | 6 | 3 | 2 | 1 | 9  | 5  | +4  |
| 3   | Italia      | 7   | 6 | 2 | 3 | 1 | 3  | 3  | 0   |
| 4   | Finlandia   | 1   | 6 | 0 | 1 | 5 | 3  | 13 | -10 |

## Risultati

Francesco Rocca e Grzegorz Lato nella sfida tra Italia e Polonia (0-0) del 19 aprile 1975

| Data              | Luogo     | Squadra 1   | Risultato | Squadra 2   |
| ----------------- | --------- | ----------- | --------- | ----------- |
| 1º settembre 1974 | Helsinki  | Finlandia   | 1 - 2     | Polonia     |
| 25 settembre 1974 | Helsinki  | Finlandia   | 1 - 3     | Paesi Bassi |
| 9 ottobre 1974    | Poznań    | Polonia     | 3 - 0     | Finlandia   |
| 20 novembre 1974  | Rotterdam | Paesi Bassi | 3 - 1     | Italia      |
| 19 aprile 1975    | Roma      | Italia      | 0 - 0     | Polonia     |
| 5 giugno 1975     | Helsinki  | Finlandia   | 0 - 1     | Italia      |
| 3 settembre 1975  | Nimega    | Paesi Bassi | 4 - 1     | Finlandia   |
| 10 settembre 1975 | Chorzów   | Polonia     | 4 - 1     | Paesi Bassi |
| 27 settembre 1975 | Roma      | Italia      | 0 - 0     | Finlandia   |
| 15 ottobre 1975   | Amsterdam | Paesi Bassi | 3 - 0     | Polonia     |
| 26 ottobre 1975   | Varsavia  | Polonia     | 0 - 0     | Italia      |
| 22 novembre 1975  | Roma      | Italia      | 1 - 0     | Paesi Bassi |